# Динів (Польща)
Ди́нів (пол. Dynów) — місто на південному сході Польщі (Ряшівський повіт, Підкарпатське воєводство). Населення — 6000 мешканців (2004).

## Історія

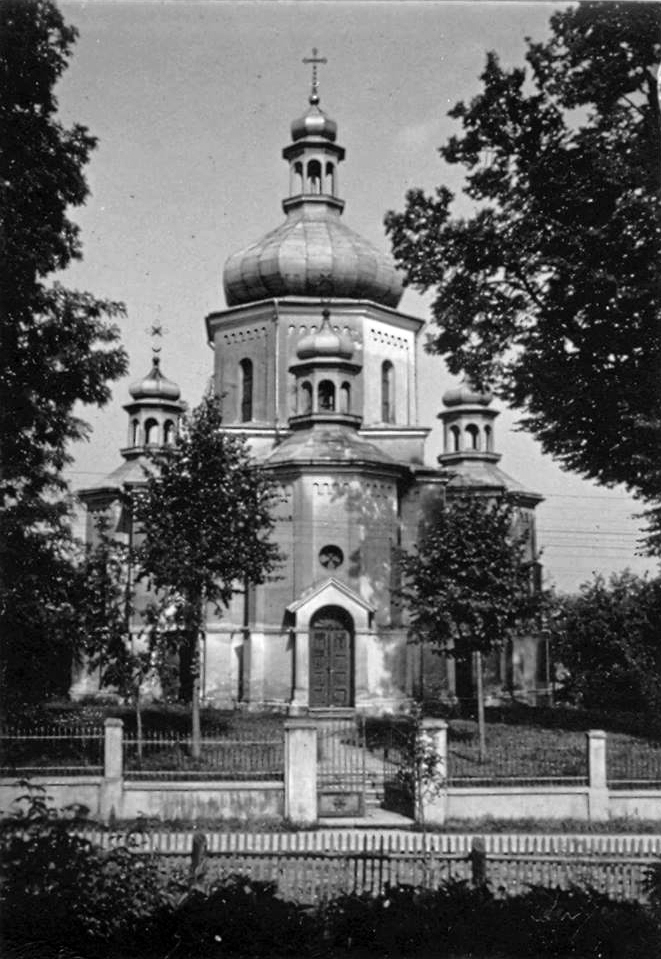
Церква святого Георгія у Динові (1910 р., зруйнована у середині ХХ століття).

Ряшівські маєтності включно з Диновом отримав лицар Ян Пакослав де Строжищ від короля Казимира III. Як посаг отримав ці маєтності Кміта Соб'єнський.
У 1429 р. Динів отримав міські права.
У 1593 р. власницею динівського ключа Катариною Ваповською були заборонені церкви і наказано хрестити руських (себто українських) дітей за латинським обрядом. Хоча в 1645 р. місцевий дідич Миколай Станіслав Ваповський дозволив діяльність церкви, однак це не спричинило відновлення кількості вірян. Під час поїздки до Львова в 1773 році у Динові побував імператор Йосиф ІІ. У 1812 р. помер останній парох Динова Теодор Ібович і церкву приєднано до парафії в Бахорі. Ця обставина та діяльність місцевого ксьондза спровокувала перехід жителів на латинський обряд, і масово це відбулося в 1878—1880 рр. У 1910 р. збудована мурована церква св. Вмч. Георгія, налічувала в 1936 р. коло 60 парафіян.
У 1900—1904 рр. до міста прокладено вузькоколійну Переворську залізницю.
У 1919 р. Динів утратив міські права і став селом Березівського повіту Львівського воєводства Польської Республіки.
1 квітня 1930 р. до Динова приєднано присілок Каролівка, вилучений з громади Ніздрець.
У 1934 р. Динів став адміністративним центром об'єднаної сільської ґміни Динів, куди входило ще 8 сіл.
13 вересня 1939 р. Динів зайнятий німцями. 15 вересня в Динові почались єврейські погроми, внаслідок яких загинули кількасот місцевих та втікачів з інших місць. Коло 1500 осіб, які залишились живими, 28 вересня вплав утекли на правий (радянський) берег Сяну.
Під час Другої світової війни в місті діяла делегатура Українського допомогового комітету.
28 липня 1944 р. Динів зайнятий радянськими військами. На початку березня 1945 р. місцева частина АК здала зброю, а 17 березня переодягнена під УПА частина НКВД напала на Динів, однак була зупинена викликаною телефоном з Ряшева частиною Війська польського та змушена розкритись. Однак через кілька днів НКВД переодягнулась у польські мундири і провела арешти 500 осіб та вислала на Сибір кількадесят місцевих жителів.
У 1946 р. Динову поновлено міські права.
Після Другої світової війни українське населення було піддане етноциду. Частина переселена на територію СРСР в 1946 році. Українці, яким вдалось уникнути виселення (54 особи), в 1947 році між 15 і 20 травня під час Операції «Вісла» були депортовані на понімецькі землі.

## Цитати
|  | «В ліквідації українців нам допомагала також місцева Громадянська міліція (органи внутрішніх справ соціалістичної Польщі). Ми мали один «свій» відділок, розташований в околиці Динова, близько Сяна, який допомагав нам тим, що після арешту українців, які підозрювалися в підпалі польських сіл, просто віддавали нам їх для розстрілу. Замість відвозити їх до головної комендатури чи до судів, давали нам знати через зв'язківця, що такий і такий українець чекає на нас у відділку та може бути забраний. Тоді була робота лише для мене та «Твардого». Йшли туди переважно ввечері і потім — понад річку. Тут ставили людину на підвищення і для певності дірявили її кулями з автоматів, так що вже мертве тіло падало до води".(…) Ці тіла випливали на поверхню тільки через тиждень. Пливли за течією, роздуті, наче вагітні, сині, повні дірок. |

## Демографія
Демографічна структура станом на 31 березня 2011 року:
|          | Загалом | Допрацездатний вік | Працездатний вік | Постпрацездатний вік |
| -------- | ------- | ------------------ | ---------------- | -------------------- |
| Чоловіки | 3058    | 629                | 2128             | 301                  |
| Жінки    | 3170    | 597                | 1881             | 692                  |
| Разом    | 6228    | 1226               | 4009             | 993                  |

## Цікавинки
Побратим Динова — українське місто Виноградів (районний центр Закарпатської області). 28 серпня 2005 міський голова Виноградова Михайло Попович і бургомістр Динова Анна Ковальська підписали угоду про співпрацю в галузях економіки, туризму, освіти, науки та культури.

## Персоналії
- Ґалан Ярослав Олександрович (1902—1949) — український та польський письменник, журналіст, та педагог.